# زمین‌لرزه ۱۹۸۵ سانتیاگو
زمین‌لرزه سانتیاگو  در تاریخ ۳ مارس ۱۹۸۵ میلادی، برابر با ‎۱۲ اسفند ۱۳۶۳، ساعت ۲۲:۴۷:۰۷ به زمان یوتی‌سی در شیلی رخ داد. ژرفای این زلزله ۳۵ کیلومتر بود، و بزرگی آن ۷٫۹ در مقیاس Mw اعلام شده‌است. زمین‌لرزه به وقت محلی در روز یکشنبه، ساعت ۱۸ روی داده و منطقه زمانی آن یوتی‌سی -۴ بوده‌است (با لحاظ تغییر ساعت تابستانی).
سازمان زمین‌شناسی آمریکا نیز رومرکز این زمین‌لرزه را در مختصات ۳۳°۰۸′۰۶″جنوبی ۷۱°۵۲′۱۶″غربی / ۳۳٫۱۳۵°جنوبی ۷۱٫۸۷۱°غربی و ژرفای آنرا در ۳۳ کیلومتر گزارش کرده‌است. بزرگی برگزیدهٔ این سازمان از میان بزرگیهای محاسبه‌شدهٔ مختلف ۷٫۸ در مقیاس Ms بوده و از دید اثر، در میان چهار دسته‌بندی «نامحسوس»، «محسوس»، «زیان‌آور» یا «با تلفات»، زلزله را «با تلفات» اعلام کرده‌است.روانگرایی در این زمین‌لرزه ایجاد شده‌است.سونامی نیز در این زلزله گزارش شده‌است.
پروژهٔ «تنسور گشتاور مرکزوار» زاویه‌های (راستا، شیب، ریک) گسل سازندهٔ زمین‌لرزه و صفحه عمود بر آنرا (°۱۱، °۲۶، °۱۱۰) یا (°۱۶۹، °۶۶، °۸۱) و نوع گسل را «معکوس» فرارسانده‌است.
شمار کشتگان زلزله حدود ۱۷۷ نفر بوده‌است.تعداد زخمیان ۲۵۷۵ نفر برآورده شده‌است.بی‌خانمان شدگان نیز ۵۰۰۰۰۰ نفر اعلام شده‌است.